# 香港貿易
香港貿易早於香港開埠時便出現，其中轉口貿易在香港有悠久的歷史，並在香港經濟發展中具有舉足輕重的地位。

## 貿易史
香港開埠之前，華南地區的國際貿易集中於廣州。香港一帶只是擔當區內貿易的角色，著名例子是於明朝時期的香木出口。當大嶼山仍盛産沉香時，香木會運到沙螺灣包裝、加工，再運到香港仔石排灣，然後轉運到廣州。
1841年，英國佔領香港島，香港成為英國殖民地。首任香港總督砵甸乍於1842年10月27日曾在香港發出告示，指「香港乃不抽稅之埠，準各國貿易」，確立香港自由港的地位，亦開始香港近代的貿易史。當時香港作為中國與歐洲各國的轉口貿易的渠道之一。
1930年代末是香港貿易的一個高峰。1937年日軍侵華，香港成為中華民國對外的最重要門戶，大量軍用及非軍用物資從香港運送至中國大陸，直至1941年香港淪陷為止。
1950年代初韓戰爆發，已控制中國大陸的中共政府參與戰爭，使聯合國實施禁運，香港轉口貿易受到嚴重打擊。1952年，總貿易額下降了三分之一:25-26。因此香港經濟的重心轉移到工業，香港貿易亦從以轉口為主變成以出口為主。來自中國內地和東南亞的人移居香港，帶來充裕勞動力，部分逃避中共的企業家帶來資金和技術，作為英國殖民地的香港又能暢通無阻地從歐美、日本引進工業設備，當時歐美對香港開放市場，均為發展工業提供有利條件，香港工業隨之興旺，出口貿易劇增。1959年，香港產品出口便佔出口總值七成:25-26。
1966年，香港貿易發展局成立，專責協助香港製造商、貿易商及服務出口商拓展香港的國際貿易。
香港在世界經濟貿易的排名上從1966年的第23位，躍升至1990年代中期的第8位:25-26，轉口貿易居世界第1位:33-34。從1948年至1993年間，對外貿易額增長570倍，同期世界貿易只增長61倍，1994年對外貿易總額逾2萬4千億港元。
經陸路運輸的中港貿易貨物由1974年的123.4萬噸增至1981年的230.5萬噸；經海路運輸的中港貿易貨物亦由1974年的244.2萬噸增至1981年的731.5萬噸。研究顯示，中港貿易急劇上升主要是受到深圳經濟特區的發展影響。
自1980年代起至1990年代中後期，貿易總額每年都以20%的速度遞增。1988年，香港貿易總額超越韓國、台灣和新加坡，居亞洲四小龍首位，在亞洲僅次於日本:33-34。
1985年起，中國內地成為香港第一大貿易伙伴，佔香港進口貨物來源地第一位、轉口貿易第一位和香港產品出口市場第二位:35。1994年，經香港轉口的貨物當中，約89%是來自和轉往中國內地的。香港也是內地與世界市場的重要橋樑，內地對海外的出口貨物有一半以上是經香港轉口的:35。
1987年，香港取代荷蘭鹿特丹港成為世界最大的貨櫃港口:41。

## 貨物貿易
2006年，香港的貨物貿易總額為50,608億港元，比2005年上升10.5%。當中進口佔25,998億港元；出口佔1,345億港元；轉口則佔23,365億港元。

### 入口
根據2006年統計數據，現時香港進口的主要項目包括：
- 電動機械、器具、用具及其電動部件（24.2%）
- 電訊及聲音收錄及重播器具及設備（12.9%）
- 辦公室機器及自動資料處理機器（11.0%）
- 服裝及衣服配件（5.6%）
- 紡織紗、織物、製成品及有關產品（4.2%）
- 攝影器具、設備及用品、光學貨品及鐘表（2.4%）

而主要供應地則包括：
- 中國大陸（45.9%）
- 日本（10.3%）
- 台灣（7.5%）
- 新加坡（6.3%）
- 美國（4.8%）
- 韓國（4.6%）

### 本地出口
根據2006年統計數據，現時香港出口的主要項目包括：
- 服裝及衣服配件（38.8%）
- 辦公室機器及自動資料處理機器（14.5%）
- 電動機械、器具、用具及其電動部件（10.0%）
- 初級形狀塑膠（3.8%）
- 紡織紗、織物、製成品及有關產品（3.1%）
- 含金屬的礦砂及金屬碎料（2.3%）

而主要市場則包括：
- 中國大陸（29.9%）
- 美國（24.6%）
- 荷蘭（5.9%）
- 英國（5.8%）
- 德國（3.7%）
- 日本（3.7%）
- 台灣（3.3%）
- 新加坡（3.1%）

### 轉口
根據2006年統計數據，現時香港轉口的主要項目包括：
- 電動機械、器具、用具及其電動部件（23.3%）
- 電訊及聲音收錄及重播器具及設備（15.4%）
- 辦公室機器及自動資料處理機器（12.7%）
- 服裝及衣服配件（7.2%）
- 紡織紗、織物、製成品及有關產品（4.5%）
- 攝影器具、設備及用品、光學貨品及鐘表（3.5%）

而主要市場則包括：
- 中國大陸（48.0%）
- 美國（14.5%）
- 日本（5.0%）
- 德國（3.0%）
- 英國（2.8%）
- 韓國（2.2%）
- 台灣（2.0%）
- 新加坡（1.9%）

## 服務貿易
香港經濟在1990年代經歷了重大的結構轉型後，香港服務業對香港經濟變得十分重要。2005年，服務業佔香港本地生產總值的90.7%。香港的主要服務行業包括批發、零售、進口與出口貿易、飲食及酒店業（佔2005年本地生產總值的28.7%），其次是金融、保險、地產及商用服務業（21.9%），社區、社會及個人服務業（19.3%），以及運輸、倉庫及通訊業（10.0%）。
2006年，香港的服務貿易總額為8,491億港元，較2005年增加11.7%。香港向來是服務輸出淨額盈餘地。2006年香港共輸出價值5,650億港元的服務，對本地生產總值的比率為38.3%。而在2006年服務業就業人數佔香港總就業人數的86.3%。

## 政府政策
香港奉行自由企業和自由貿易的經濟政策，不設進口關稅，只向本地製造或進口的煙、酒、甲醇和若干碳氫油類徵稅。此外，首次登記的汽車亦須課稅。除卻一些在最廣泛含義下的經濟計劃外，香港政府並沒有規範性的經濟計劃。雖然政府直接參與基礎建設，並與公用事業機構合作提供基礎設施，但其主要任務是建立一個適當而穩定的體制，使工商業活動可在最少干預的情況下有效地進行。政府的政策是既不偏袒也不補貼廠商。
香港的商業政策建基於世貿組織奉行的以規條為本的多邊貿易制度。由於香港經濟以對外貿易及開放為主，因此，在該組織內或透過其達成的國際貿易政策，對香港極為重要，因為這可能影響本港的對外貿易，再進而使工商業及就業情況受到影響。香港自1995年起成為世界貿易組織創始成員。

## 自由貿易協定
- 中國內地（CEPA）（2003年6月）
- 新西蘭（2010年3月）
- 智利（2012年9月）
- 冰島、列支敦士登、瑞士（2012年10月）
- 挪威（2012年11月）
- 澳門（2017年10月）
- 格魯吉亞（2018年6月）
- 澳大利亞（2019年3月）
- 東盟（2019年6月）
- 馬爾代夫（已完成談判）

## 相關機構

### 工業貿易署
工業貿易署負責處理香港特區對外貿易關係、執行貿易政策和協議，包括簽發產地來源證、進出口貨品簽證服務例如紡織品、戰略物品和儲備商品、香港服務提供者證明書認證，以及為工業界和中小企業提供一般支援服務。

### 香港貿易發展局
香港貿易發展局是依據法律成立的法定機構，專責推動本地貨物和服務貿易出口。貿易發展局在34個國家和地區設有50個辦事處，向國際商界宣傳香港作為亞太區最佳貿易伙伴的形象。

### 內文腳注
1. ↑  陳, 嘉文. . 明報. 2015年2月15日  [2017年8月2日]. （原始内容存档于2015年9月7日）. （页面存档备份，存于）
2. ↑  高添強 黎健強. 任秀雯 , 编. . 香港: 三聯書店（香港）有限公司. 2013年12月: 頁44. ISBN 978-962-04-3378-8.
3. 1 2 3 4 5 6 7 8  施漢榮. . 香港教育圖書公司. 1996年. ISBN 962-290-972-8.
4. ↑  . 明報. 2019-11-21  [2025-06-11].
5. ↑  . 文化博物館. 2004-05-16  [2025-06-11]. （原始内容存档于2025-06-11）.
6. ↑  . 香港電台. 2020-10-13  [2021-11-28]. （原始内容存档于2021-11-28） （粵語）. （页面存档备份，存于）

### 外部網站
- 香港政府統計處：《香港便覽 —— 工業貿易》 （页面存档备份，存于），2007年8月版
- 統計表：對外貿易 （页面存档备份，存于）